# Aleksandrovo (Subotica)
Aleksandrovo (Александрово) è una piccola cittadina situata vicino Subotica in Serbia.

## Nome
Aleksandrovo è meglio conosciuta come Šandor (che in ungherese è l'equivalente di  Aleksandar) ma è anche conosciuto con il nome di Novo Naselje.

## Storia
Le tracce dei più vecchi insediamenti umani sono datati all'Età del bronzo. Aleksandrovo fu fondata nel XVII secolo, esattamente nel 1786 da dei serbi provenienti da Subotica. Nel 1804 fu ufficialmente proclamato paese (villaggio). In quel tempo la maggior parte dei cittadini erano serbi e vi abitavano i Bunjevci. Aleksandrovo era un comune a sé, ma nel 1904 fu integrato in quello di Subotica. La chiesa ortodossa della città fu costruita nel 1818.